# Драган Јовановић (сликар)
Драган Јовановић (Нови Пазар, 1945) је српски сликар.

## Биографија
Рођен је 1945. године у Новом Пазару. Завршио је постдипломске студије на Факултету ликовних уметности Универзитета уметности у Београду. Самостално је излагао у Краљеву 1975. и Београду 1977. године. Учествовао је на групној изложби „Графика београдског круга” у Београду 1972, Јесењој изложби УЛУС-а 1973, изложбама Удружења ликовних уметника Србије 1974, 1975. и 1977, изложби „Свет у коме живимо” у Београду, изложби Уметничке колоније у Ивањици и изложби савременог југословенског портрета у Тузли 1975. и изложби „Цртеж и мала пластика” 1977. године. Добитник је награде Фонда „Бета и Вукановић” 1972. и награде за цртеж на изложби „Цртеж и мала пластика” 1977.